# Résolution 847 du Conseil de sécurité des Nations unies
Membres permanents
- Chine
- États-Unis
- France
- Royaume-Uni
- Russie

Membres non permanents
- Brésil
- Cap-Vert
- Djibouti
- Espagne
- Hongrie
- Japon
- Maroc
- Nouvelle-Zélande
- Pakistan
- Venezuela

Résolution no 846 Résolution no 848
La résolution 847 du Conseil de sécurité des Nations unies, adoptée à l'unanimité le 30 juin 1993, après avoir réaffirmé la résolution 743 (1992) et les résolutions ultérieures relatives à la Force de protection des Nations unies (FORPRONU), le conseil a condamné les attaques militaires en Croatie et en Bosnie-Herzégovine et a prolongé le mandat. de la FORPRONU jusqu'au 30 septembre 1993.
Le Conseil de sécurité a réaffirmer l'importance de rechercher des solutions politiques aux différents conflits sur le territoire de l'ex-Yougoslavie et d'assurer la confiance et la stabilité en république de Macédoine, et l'intégrité territoriale des États membres où la force de maintien de la paix était déployée. La résolution appelle également toutes les parties concernées à parvenir à un accord sur des mesures de confiance en Croatie, notamment l'ouverture d'un chemin de fer entre Zagreb et la ville côtière de Split, l'autoroute entre Zagreb et Županja et l'oléoduc Adriatique. assurer le trafic ininterrompu à travers le détroit de Maslenica et rétablir l'approvisionnement en électricité et en eau dans toutes les régions de Croatie et dans les zones protégées des Nations unies.
Le Conseil a annoncé sa détermination en faveur de la sécurité et de la liberté de mouvement de la FORPRONU. Agissant en vertu du chapitre VII de la Charte des Nations unies, son mandat a été prolongé pour une nouvelle période intérimaire jusqu'au 30 septembre 1993, et le secrétaire général Boutros Boutros-Ghali a été prié de faire rapport sur la mise en œuvre de la résolution.

## Voir également
- Guerre de Bosnie-Herzégovine
- Dislocation de la Yougoslavie
- Guerre de Croatie
- Guerres de Yougoslavie